# Liste der Sieger in der Vielseitigkeit beim CHIO Aachen

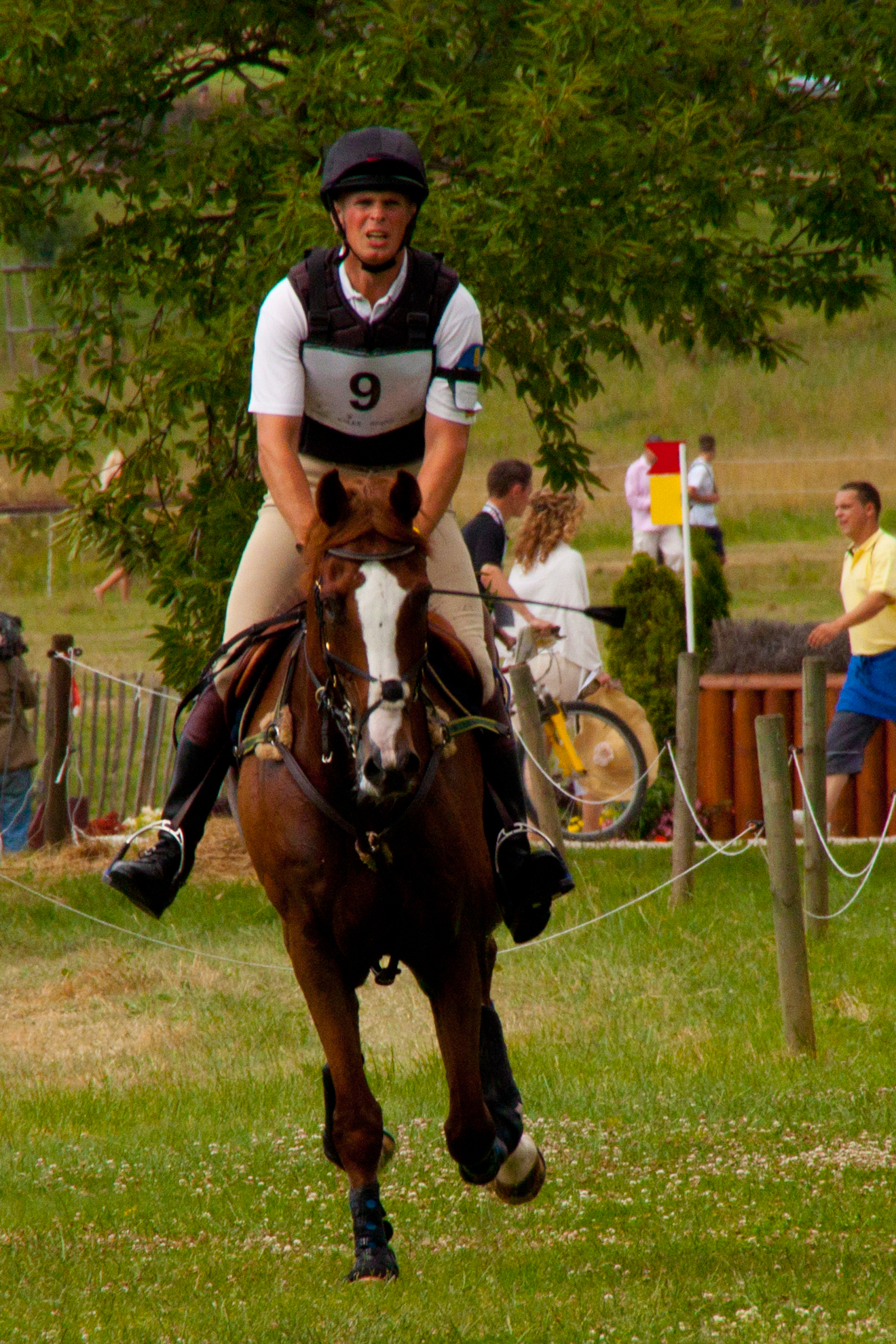
Frank Ostholt mit Mr. Medicott beim CICO 3* Aachen 2010

Die Liste der Sieger in der Vielseitigkeit beim CHIO Aachen enthält alle Gewinner der Einzel- und Mannschaftswertung des CCIO 4*-S (bis 2018: CICO 3*) innerhalb des CHIO Aachen. Die Vielseitigkeit wurde 2007 das erste Mal innerhalb des CHIO Aachen ausgetragen.
Von 2012 an war die Mannschaftswertung Teil des neugeschaffenen Nations Cups der Vielseitigkeitsreiter. Nach der Saison 2017 stieg der CHIO Aachen aus der Serie aus. Im Jahr 2015 fand kein CHIO in Aachen statt, die Vielseitigkeit von Aachen wurde vom 12. bis 14. August als Rahmenprüfung der FEI Europameisterschaften 2015 ausgetragen.
| Jahr | Sieger Einzel                          | Sieger Mannschaft | weitere |
| ---- | -------------------------------------- | --- | --- |
| 2024 | Julia Krajewski mit Nickel 21          | Vereinigtes Königreich Kirsty Chabert Isabelle Taylor Laura Collett Emily King                                                                          | 4. Platz: Deutschland Jérôme Robiné Malin Hansen-Hotopp Michael Jung Christoph Wahler                                                                                       |
| 2023 | Yasmin Ingham mit Banzai du Loir       | Deutschland Michael Jung mit Chipmunk FRH Christoph Wahler mit Carjatan S Malin Hansen-Hotopp mit Quidditch K Sandra Auffarth mit Viamant du Matz       | 7. Platz: Schweiz Mélody Johner mit Toubleu de Rueire Robin Godel mit Grandeur de Lully CH Nadja Minder mit Aquila B Patrick Rüegg mit Fifty Fifty                          |
| 2022 | Sandra Auffarth mit Viamant du Matz    | Großbritannien Tom McEwen mit Toledo de Kerser William Fox-Pitt mit Little Fire Yasmin Ingham mit Rehy DJ Rosalind Canter mit Allstar B                 | 2. Platz: Deutschland Sandra Auffarth mit Viamant du Matz Julia Krajewski mit Amande de B'Néville Michael Jung mit Kilcandra Ocean Power Ingrid Klimke mit Siena just do it |
| 2021 | William Coleman mit Off the Record     | Großbritannien Emilie Chandler mit Gortfadda Diamond Laura Collett mit Mr Bass Zara Tindall mit Class Affair Kirsty Chabert mit Classic VI              | 5. Platz: Deutschland Andreas Ostholt mit Corvette Josephine Schnaufer-Völkel mit Pasadena Sandra Auffarth mit Rosveel Ingrid Klimke mit Siena just do it                   |
| 2019 | Ingrid Klimke mit Hale Bob OLD         | Deutschland Ingrid Klimke mit Hale Bob OLD Michael Jung mit Star Connection Andreas Dibowski mit FRH Corrida Josefa Sommer mit Hamilton                 | |
| 2018 | Julia Krajewski mit Chipmunk FRH       | Neuseeland Clarke Johnstone mit Balmoral Sensation Blyth Tait mit Havanna Tim Price mit Cekatinka Sir Mark Todd mit Kiltubrid Rhapsody                  | 5. Platz: Deutschland Julia Krajewski mit Samourai du Thot Andreas Dibowski mit FRH Corrida Kai Rüder mit Colani Sunrise Ingrid Klimke mit Hale Bob OLD                     |
| 2017 | Ingrid Klimke mit Hale Bob OLD         | Deutschland Ingrid Klimke mit Hale Bob OLD Michael Jung mit Sam FBW Sandra Auffarth mit Opgun Louvo Josefa Sommer mit Hamilton                          | |
| 2016 | Michael Jung mit Takinou               | Australien Shane Rose mit CP Qualified Christopher Burton mit Nobilis Samantha Birch mit Hunter Valley II Sonja Johnson mit Parkiarrup Illicit Liaison  | 2. Platz: Deutschland Ingrid Klimke mit Escada FRH Michael Jung mit Sam FBW Dirk Schrade mit Hop and Skip Andreas Ostholt mit So is et                                      |
| 2015 | Ingrid Klimke mit FRH Escada           | Deutschland Ingrid Klimke mit Hale Bob Sandra Auffarth mit Opgun Louvo Michael Jung mit Halunke FBW Dirk Schrade mit Hop and Skip                       | |
| 2014 | Sandra Auffarth mit Opgun Louvo        | Deutschland Sandra Auffarth mit Opgun Louvo Michael Jung mit Sam FBW Dirk Schrade mit Hop and Skip Peter Thomsen mit Barny                              | |
| 2013 | Christopher Burton mit Leilani         | Deutschland Sandra Auffarth mit Opgun Louvo Andreas Dibowski mit FRH Butts Leon Dirk Schrade mit Hop and Skip Michael Jung mit Halunke FBW              | |
| 2012 | Christopher Burton mit Underdiscussion | Deutschland Sandra Auffarth mit Opgun Louvo Dirk Schrade mit King Artus Michael Jung mit Leopin Ingrid Klimke mit FRH Butts Abraxxas                    | |
| 2011 | Michael Jung mit Sam FBW               | Großbritannien William Fox-Pitt mit Neuf des Coeurs Mary King mit Imperial Cavalier Polly Stockton mit Westwood Poser Nicola Wilson mit Opposition Buzz | 5. Platz: Deutschland Andreas Dibowski mit FRH Fantasia Michael Jung mit Leopin Andreas Ostholt mit Franco Jeas Kai Rüder mit Leprince des Bois                             |
| 2010 | Andrew Nicholson mit Nereo             | Deutschland Michael Jung mit River of Joy Ingrid Klimke mit FRH Butts Abraxxas Andreas Dibowski mit Butts Leon Dirk Schrade mit King Artus              | |
| 2009 | Andreas Dibowski mit FRH Serve Well    | Deutschland Andreas Dibowski mit FRH Serve Well Ingrid Klimke mit FRH Butts Abraxxas Dirk Schrade mit King Artus Bettina Hoy mit Ringwood Cockatoo      | |
| 2008 | Frank Ostholt mit Air Jordan           | Deutschland Frank Ostholt mit Mr. Medicott Hinrich Romeike mit Marius Ingrid Klimke mit FRH Butts Abraxxas Bettina Hoy mit Ringwood Cockatoo            | |
| 2007 | Frank Ostholt mit Air Jordan           | Deutschland Frank Ostholt mit Air Jordan Andreas Dibowski mit FRH Little Lemon Peter Thomsen mit The Ghost of Hamish Hinrich Romeike mit Marius         | |